# Longue Marche 4C
Pour un article plus général, voir Longue Marche 4.
La fusée Longue Marche 4C, également connue sous le nom de Chang Zheng 4C, CZ-4C et LM-4C, préalablement désignée Longue Marche 4B-II, est un lanceur chinois en service depuis 2006.

## Caractéristiques
La fusée Longue Marche 4C est dérivée du lanceur Longue Marche 4B, mais dispose d'un étage supérieur réallumable et une plus grande capacité.
Il est lancé à partir de la base de lancement de Taïyuan, et se compose de trois étages.

## Histoire
Parce qu'il est désigné comme Longue Marche 4B-II au moment de son vol inaugural, le premier lancement le 26 avril 2006 fut souvent pris pour une Longue Marche 4B.
Le 26e lancement qui emporté le satellite de reconnaissance militaire Yaogan YG-33, que l'on suppose[style à revoir] être un satellite radar, le 23 mai 2019 s'est soldé par un échec à cause d'une anomalie du 3e étage. C'est le 9e lancement spatial chinois en 2019 et le 2e échec de ce lanceur.

## Historique des lancements
En date de mai 2024, 54 lanceurs Longue Marche 4C ont effectués un vol orbital, avec deux échecs.
| N° de vol | Numéro de série | Date (UTC)       | Site de lancement | Charge utile | Orbite | Résultat |
| --------- | --------------- | ---------------- | ----------------- | ------------ | ------ | -------- |
| 1         | Y1              | 26-04-2006 22:48 | Taïyuan           | Yaogan 1     | SSO    | Succès   |